# Trichosteleum minutissimum
Trichosteleum minutissimum là một loài rêu trong họ Sematophyllaceae. Loài này được Sakurai mô tả khoa học đầu tiên năm 1941.